# 小鹏P7
小鹏P7是一款由小鹏汽车开发的全电动轎跑車，2020年7月开始交付，2023年初推出中期改款。

## 历史

### 2020款

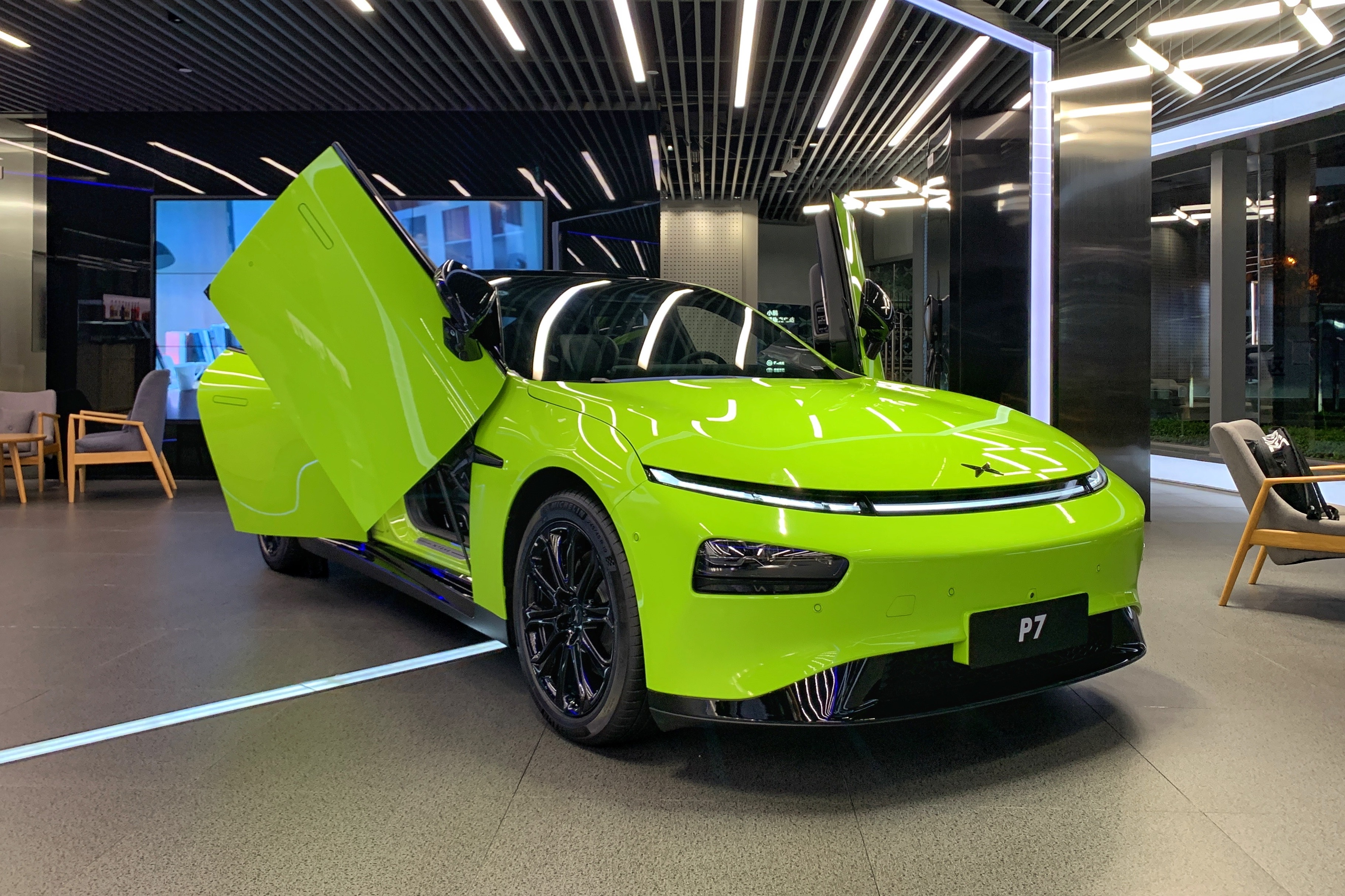
P7鹏翼门版

P7首次于2019年4月的上海车展上亮相，号称为“中国品牌首款智能电动四门轎跑”。与早前上市的G3由海马汽车代工不同，P7在小鹏位于肇庆市的自有工厂生产。
2020年4月27日，P7正式上市，并于7月开始交付。同年11月的广州车展上，带有双剪刀门的P7鹏翼版正式上市。次年3月，P7推出采用磷酸铁锂电池的车型。
2021年8月，小鹏开始向挪威出口P7。

### 2023款

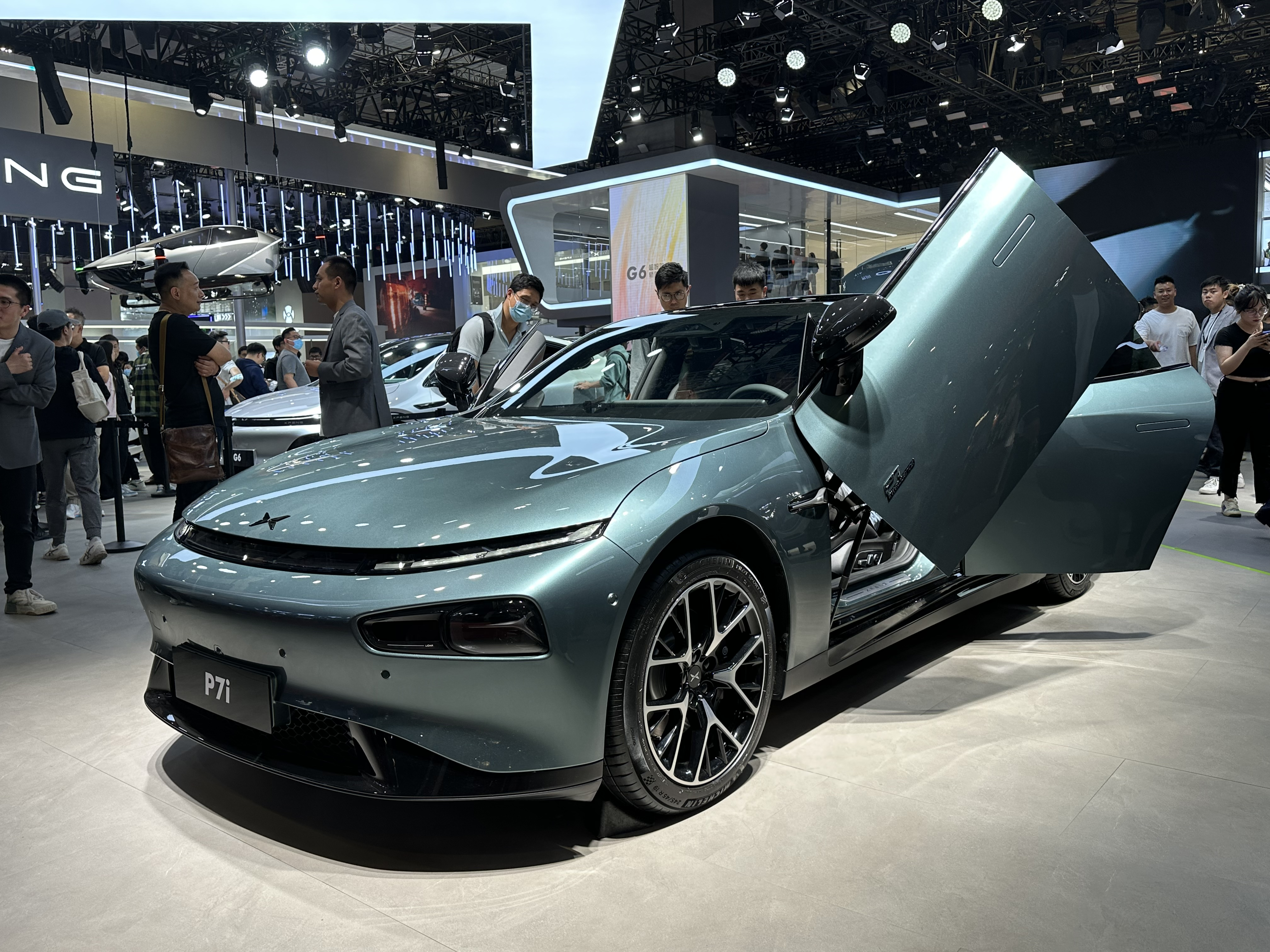
P7i鹏翼门版

2023年2月，小鹏汽车在丹麦、荷兰、挪威和瑞典四个欧洲国家发布P7的中期改款车型。同年8月，小鹏开始向欧洲市场交付新P7；同年9月，小鹏向以色列发运首批新P7。
改款P7在欧洲发布一个月后，该改款车型在中国大陆发布。与欧洲版不同，P7中期改款在中国市场被称作“P7i”，可选配激光雷达以实现更高阶的自动驾驶辅助能力，并在发布当月即开始交付。2023年11月，小鹏在中国大陆推出采用磷酸铁锂电池的P7i车型。

## 销量
P7是小鹏汽车迄今为止最受欢迎的车型，其2021年全年累计交付60,569辆，占小鹏汽车全年交付量的61%。2022年3月，第十万辆P7下线，为首款达成此销量的纯电“新势力”车型。